# لوري واردر
لوري واردر (بالإنجليزية: Laurie Warder)‏ مواليد 23 أكتوبر 1962 في سيدني، كان لاعب كرة مضرب أسترالي وكان يلعب باليد اليمنى. كما أنه أحد أبطال الجراند سلام. سبق أن شارك في دورة الألعاب الأولمبية الصيفية.

## بطولات حققها
- دورة رولان غاروس الدولية
- بطولة ويمبلدون
- بطولة أستراليا المفتوحة للتنس
- بطولة أمريكا المفتوحة للتنس

## روابط خارجية
- لوري واردر على موقع رابطة محترفي التنس (الإنجليزية)
- لوري واردر على موقع الاتحاد الدولي لكرة المضرب (الإنجليزية)
- لوري واردر على موقع خلاصة التنس.كوم (الإنجليزية)